# بي. إتش. دوغان
بي. إتش. دوغان هو طبيب وسياسي كندي، ولد في 22 يونيو 1867، وتوفي في 1940. انتخب عضو الجمعية التشريعية لنيو برونزويك ‏.